# Eddi Arent
Eddi Arent, nato Gebhardt Georg Arendt (Danzica, 5 maggio 1925 – Monaco di Baviera, 28 maggio 2013), è stato un attore e comico tedesco.

## Filmografia parziale

### Cinema
- Il prigioniero di Stalingrado (Der Arzt von Stalingrad), regia di Géza von Radványi (1958)
- Mikosch nel servizio segreto (Mikosch im Geheimdienst), regia di Franz Marischka e Franz Josef Gottlieb (1959)
- Paprika, regia di Kurt Wilhelm (1959)
- La maschera che uccide (Der Frosch mit der Maske), regia di Harald Reinl (1959)
- Il cerchio rosso (Der rote Kreis), regia di Jürgen Roland (1960)
- La banda del terrore (Die Bande des Schreckens), regia di Harald Reinl (1960)
- L'arciere verde (Der grüne Bogenschütze), regia di Jürgen Roland (1961)
- Gli occhi di Londra (Die toten Augen von London), regia di Alfred Vohrer (1961)
- Il castello dell'orrore (Der Fälscher von London), regia di Harald Reinl (1961)
- Il fantasma maledetto (Die seltsame Gräfin), registi vari (1961)
- L'enigma dell'orchidea rossa (Das Rätsel der roten Orchidee), regia di Helmuth Ashley (1962)
- La porta dalle 7 chiavi (Die Tür mit den 7 Schlössern), regia di Alfred Vohrer (1962)
- La taverna dello squalo (Das Gasthaus an der Themse), regia di Alfred Vohrer (1962)
- Il tesoro del lago d'argento (Der Schatz im Silbersee), regia di Harald Reinl (1962)
- La maledizione del serpente giallo (Der Fluch der gelben Schlange), regia di Franz Josef Gottlieb (1963)
- Edgar Wallace a Scotland Yard (Der Zinker), regia di Alfred Vohrer (1963)
- Edgar Wallace e l'abate nero (Der schwarze Abt), regia di Franz Josef Gottlieb (1963)
- Il laccio rosso (Das indische Tuch), regia di Alfred Vohrer (1963)
- La vedova nera (Das Geheimnis der schwarzen Witwe), regia di Franz Josef Gottlieb (1963)
- Professionisti per una rapina (Zimmer 13), regia di Harald Reinl (1964)
- La tomba insanguinata (Die Gruft mit dem Rätselschloss), regia di Franz Josef Gottlieb (1964)
- Le 5 vittime dell'assassino (Der Hexer), regia di Alfred Vohrer (1964)
- Giorni di fuoco (Winnetou - 2. Teil), regia di Harald Reinl (1964)
- Grande rapina alla torre di Londra (Das Verrätertor), regia di Freddie Francis (1964)
- Neues vom Hexer, regia di Alfred Vohrer (1965)
- Il lungo coltello di Londra (Circus of Fear), regia di Werner Jacobs e John Llewellyn Moxey (1966)
- Il gobbo di Londra (Der Bucklige von Soho), regia di Alfred Vohrer (1966)
- Il caso difficile del Commissario Maigret (Maigret und sein grösster Fall), regia di Alfred Weidenmann (1966)
- La grande sfida a Scotland Yard (The Trygon Factor), regia di Cyril Frankel (1966)
- Per 50.000 maledetti dollari (Feuer frei auf Frankie), regia di José Antonio de la Loma (1967)
- Muori lentamente... te la godi di più (Mister Dynamit - Morgen küßt euch der Tod), regia di Franz Josef Gottlieb (1967)
- Il giovane selvaggio (Inspektor Blomfields Fall Nr.1 - Ich spreng euch alle in die Luft), regia di Rudolf Zehetgruber (1968)
- L'uomo dal lungo fucile (Winnetou und Shatterhand im Tal der Toten), regia di Harald Reinl (1968)
- L'inferno erotico di Pinnesburg (Das gelbe Haus am Pinnasberg), regia di Alfred Vohrer (1970)
- Wer zuletzt lacht, lacht am besten, regia di Harald Reinl (1971)
- La 7ª compagnia ha perso la guerra (Opération Lady Marlène), regia di Robert Lamoureux (1975)
- Lady Dracula, regia di Franz Josef Gottlieb (1977)
- Eine Frau namens Harry, regia di Cyril Frankel (1990)
- My Mother's Courage, regia di Michael Verhoeven (1995)
- Manila, regia di Romuald Karmakar (2000)

### Televisione
- Ein Bayer auf Rügen - serie TV, 6 episodi (1993)
- Harald und Eddi - serie TV, 5 episodi (1987-1994)
- Evelyn Hamann's Geschichten aus dem Leben - serie TV, 3 episodi (1993-1999)
- Edgar Wallace - Das Schloss des Grauens - film TV (2002)